# Heteronyx furvus
Heteronyx furvus är en skalbaggsart som beskrevs av Blackburn 1892. Heteronyx furvus ingår i släktet Heteronyx och familjen Melolonthidae. Inga underarter finns listade i Catalogue of Life.